# 银都路隧道
银都路隧道，曾被误以为是芦恒路隧道，是上海市的一条黄浦江越江隧道。隧道西起徐汇区银都路，东接闵行区芦恒路，全长3.8公里，建设浦业路及龙吴路匝道。該隧道可以分担徐浦大桥车流。隧道於2019年12月25日正式開工建設，2024年12月27日晚10时通车。